# サー・エクター
サー･エクター（Sir Ector）は、アーサー王物語に登場するアーサー王の養父。
ケイの父で、魔術師マーリンから託されたアーサー王の身分素性を隠していたが、自らの息子ケイでアーサー王とは親兄弟のように育った。15歳のアーサーは兄であるケイの従者として騎士見習いをしている。
アーサーが石に刺さった剣・エクスカリバーを抜いたことを知ったエクターはアーサーの父親がユーサー王であることを宣言した。アーサー王が即位した後は執事として彼を補佐した。